# Aitkin County
Aitkin County er et county i den amerikanske delstat Minnesota. Aitkin County ligger i den centrale del af delstaten og grænser op til Itasca County i nord, St. Louis County i nordøst, Carlton County i øst, Pine County i sydøst, Kanabec County og Mille Lacs County i syd, Crow Wing County i sydvest og mod Cass County i nordvest.
Aitkin Countys totale areal er 5.168 km², hvoraf 456 km² er vand. I 2000 havde Aitkin County 15.301 indbyggere. Administrativt centrum er i byen Aitkin.
Aitkin County blev grundlagt i 1857 som Aiken County men fik i 1872 sit nuværende navn. Det er opkaldt efter pelshandleren William Alexander Aitkin.